# Wal Handley
Walter Leslie (Wal) Handley (Aston (Birmingham), 5 april 1902 – 15 november 1941) was een Brits motor- en autocoureur.
Wal Handley won vier keer een klasse in de Isle of Man TT en werd drie keer Europees kampioen. Later werd hij autocoureur en tijdens de Tweede Wereldoorlog was hij piloot bij de Air Transport Auxiliary, die vliegtuigen bezorgde bij Britse luchtmachteenheden. 
| {{{2}}}          |
| Handley's Corner |

## Motorfietsen

### OK Supreme
Wal Handley werkte aanvankelijk als motorkoerier bij het motorfietsmerk Humphries & Dawes (OK Supreme). In 1922 startte hij in de allereerste Lightweight TT. Hij was niet bekend met de 60km-lange Snaefell Mountain Course en in de dichte mist bij de eerste training draaide hij rechtsaf en reed hij weg in de verkeerde richting. Bij Governor's Bridge werd hij door een marshal tegengehouden, net op het moment dat andere coureurs hun eerste trainingsronde beëindigden. Na dit incident werd hij door de kranten beschreven als  de "Comedy of novice from Birmingham". Tijdens de race viel hij uit, maar hij reed wel de snelste ronde. In 1923 werd hij achtste in de Lightweight TT, maar hij viel in de Junior TT uit. 

### Rex-ACME
In 1922 ontstond het merk Rex-ACME doordat Rex samenging met ACME. Van 1924 tot 1928 racete Handley met hun machines en hij werd er uiteindelijk directeur. In 1924 werd de Ultra-Lightweight TT voor 175cc-motoren ingesteld. Handley reed er met de 173cc-Rex-ACME met een Blackburne eencilindermotor. In de 250cc-Lightweight TT en de 350cc-Junior TT startte hij ook met Rex-ACME's, maar in geen enkele klasse haalde hij de finish. In 1925 probeerde hij het nog eens, en toen won hij de Junior en de Ultra-Lightweight, maar in de Lightweight viel hij weer uit. Het was de eerste keer dat een coureur in één week twee TT races won. In 1926 werd hij tweede in de 500 cc Senior TT met de Rex-ACME kopklep-V-twin. In de Junior TT werd hij derde en in de Lightweight viel hij uit. In 1927 won hij de Lightweight TT en viel hij uit in de Junior TT. In 1928 viel hij zowel in de Senior- als in de Lightweight TT uit. 

### Diverse merken en titels
Dougal Marchant was in 1928 constructeur bij Blackburne, maar hij prepareerde enkele Motosacoche M35 OHC racemotoren. Wal Handley reed ze naar overwinningen in het Europees kampioenschap in de 350cc-klasse en de 500cc-klasse tijdens de Grand Prix van Zwitserland op het Circuit de Meyrin. In de TT van Man van 1929 werd Handley tweede in de Junior TT met een AJS. Met OK Supreme startte hij in de Senior en de Junior, maar in die klassen haalde hij de finish niet. In 1930 won hij de Senior TT met een Rudge-Whitworth, maar hij viel in zijn laatste race voor Rex-ACME, de Lightweight TT, uit. In 1931 reed hij in de Senior TT met een door Dougal Marchant ontworpen FN, maar ook daarmee viel hij uit. In 1932 reed hij de Lightweight TT, de Junior TT én de Senior TT met een Rudge. In de Lightweight werd hij tweede, in de Junior derde en in de Senior viel hij uit. Hij viel in "Ballamenagh Corner" in de buurt van Kirk Michael en die bocht heet sindsdien Handley's Corner. In 1933 werd hij met een Velocette zevende in de Junior TT, maar in de Lightweight TT kwam hij met een Excelsior niet aan de streep. In 1934 viel hij met een Norton uit in de Junior TT. In 1935 verwondde hij zichzelf aan een duim bij het vervangen van een ketting bij Sulby, waardoor hij niet meer kon rijden. In 1937 was Handley eigenlijk gestopt met motorraces, maar hij werd overgehaald om deel te nemen aan races op het Circuit van Brooklands. Dat was een inmiddels versleten hogesnelheidscircuit, dat uit 1907 dateerde en waar elke ronde volgas gereden werd. Het rijden op Brooklands was een werk voor specialisten, waar de meeste coureurs zich niet graag aan waagden, zeker niet nu het beton gedeeltelijk vergaan was en de baan vol kuilen en bulten zat. Wal Handley reed de snelste van drie ronden met 107,57 mph met een BSA M23 Empire Star met methanol als brandstof. Een ronde boven de 100 mph leverde een "Gold Star Badge" op. Dat inspireerde BSA tot het omdopen van de Empire Star tot de beroemde "BSA Gold Star".

## Auto’s
Vanaf 1931 reed Wal Handley autoraces voor het merk Riley. In dat jaar reed hij samen met Freddie Dixon in de 500 mijlsrace op Brooklands, maar er sloeg een gat in het carter. In 1933 nam hij met een Alfa Romeo 2,3 liter achtcilinder deel aan de “Mannin Moar” (Grote Man) op het eiland Man en hij werd achttiende. In 1934 startte hij in de “Mannin Beg” (Kleine Man) waar hij in de tweede ronde uitviel. In 1934 was hij co-rijder in een MG NE Magnette, maar hij crashte toen er een wiellager vastliep. In de International Trophy Race van Brooklands in 1934 reed hij ook een MG Magnette, maar hij viel uit door een gebroken achteras. In 1935 nam hij ook weer aan de “Mannin Beg” deel. Op 5 oktober 1935 racete Handley met co-rijder Pat Driscoll in een 2 liter Riley op Donington Park. Hij haalde slechts vijf van de 120 ronden. In 1936 had hij een zware crash tijdens de British Empire Trophy toen hij Freddie Dixon inhaalde. Hij brak daarbij een arm.

## Overlijden
Wal Handley diende als kapitein-piloot bij de Air Transport Auxiliary. Op 15 november 1941 stortte hij net nadat hij was opgestegen van Kirkbride Airfield neer met een Bell P-39 Airacobra. Het vliegtuig explodeerde meteen en Wal Handley sneuvelde. Tijdens de Isle of Man TT van 1948 werd ter nagedachtenis aan Wal een bankje geplaatst, de Wal Handley Memorial Seat op de Y-splitsing van Quarterbridge Road en Alexander Drive in Douglas.

## Isle of Man TT resultaten
| Jaar | Klasse               | Motorfiets          | Plaats |                                     | Winnaar |
| ---- | -------------------- | ------------------- | ------ | ----------------------------------- | ------- |
| 1922 | Lightweight TT       | OK Supreme          | DNF    | Geoff Davison, Levis                |         |
| 1923 | Junior TT            | OK Supreme          | DNF    | Stanley Woods, Cotton               |         |
| 1923 | Lightweight TT       | OK Supreme          | 8e     | Jock Porter, New Gerrard-Blackburne |         |
| 1924 | Junior TT            | Rex-ACME-Blackburne | DNF    | Kenneth Twemlow, New Imperial       |         |
| 1924 | Ultra-Lightweight TT | Rex-ACME-Blackburne | DNF    | Jock Porter, New Gerrard-Blackburne |         |
| 1924 | Lightweight TT       | Rex-ACME-Blackburne | DNF    | Edwin Twemlow, New Imperial         |         |
| 1925 | Junior TT            | Rex-ACME-Blackburne | 1e     | Wal Handley, Rex-ACME-Blackburne    |         |
| 1925 | Ultra-Lightweight TT | Rex-ACME-Blackburne | 1e     | Wal Handley, Rex-ACME-Blackburne    |         |
| 1925 | Lightweight TT       | Rex-ACME-Blackburne | DNF    | Edwin Twemlow, New Imperial         |         |
| 1926 | Junior TT            | Rex-ACME-Blackburne | 3e     | Alec Bennett, Velocette KSS Mk I    |         |
| 1926 | Lightweight TT       | Rex-ACME-Blackburne | DNF    | Paddy Johnston, Cotton-Blackburne   |         |
| 1926 | Senior TT            | Rex-ACME-Blackburne | 2e     | Stanley Woods, Norton CS1           |         |
| 1927 | Junior TT            | Rex-ACME-Blackburne | DNF    | Freddie Dixon, HRD-JAP              |         |
| 1927 | Lightweight TT       | Rex-ACME-Blackburne | 1e     | Wal Handley, Rex-ACME-Blackburne    |         |
| 1928 | Lightweight TT       | Rex-ACME-Blackburne | DNF    | Frank Longman, OK Supreme           |         |
| 1928 | Senior TT            | Rex-ACME-Blackburne | DNF    | Charlie Dodson, Sunbeam             |         |
| 1929 | Junior TT            | AJS                 | 2e     | Freddie Hicks, Velocette KTT Mk I   |         |
| 1929 | Lightweight TT       | OK Supreme          | DNF    | Syd Crabtree, Excelsior             |         |
| 1929 | Senior TT            | AJS                 | DNF    | Charlie Dodson, Sunbeam             |         |
| 1930 | Lightweight TT       | Rex-ACME-Blackburne | DNF    | Jimmie Guthrie, AJS                 |         |
| 1930 | Senior TT            | Rudge               | 1e     | Wal Handley, Rudge                  |         |
| 1931 | Senior TT            | FN                  | DNF    | Percy "Tim" Hunt, Norton CS1        |         |
| 1932 | Junior TT            | Rudge               | 2e     | Stanley Woods, Norton CJ1           |         |
| 1932 | Lightweight TT       | Rudge               | 3e     | Leo Davenport, New Imperial         |         |
| 1932 | Senior TT            | Rudge               | DNF    | Stanley Woods, Norton CS1           |         |
| 1933 | Junior TT            | Velocette KTT Mk IV | 7e     | Stanley Woods, Norton CJ1           |         |
| 1933 | Lightweight TT       | Excelsior           | DNF    | Syd Gleave, Excelsior               |         |
| 1934 | Junior TT            | Norton CJ1          | DNF    | Jimmie Guthrie, Norton CJ1          |         |

## Overige internationale overwinningen
| Jaar | Race               | Circuit             | Klasse | Merk                      | Bijzonderheden    |
| ---- | ------------------ | ------------------- | ------ | ------------------------- | ----------------- |
| 1922 | Ulster Grand Prix  | Clady               | 250 cc | OK Supreme-Blackburne     |                   |
| 1923 | GP van België      | Spa-Francorchamps   | 250 cc | Rex-ACME-Blackburne       |                   |
| 1923 | Ulster Grand Prix  | Clady               | 250 cc | Rex-ACME-Blackburne       |                   |
| 1925 | GP van België      | Spa-Francorchamps   | 350 cc | Rex-ACME-Blackburne       |                   |
| 1926 | Ulster Grand Prix  | Clady               | 350 cc | Rex-ACME-Blackburne       |                   |
| 1928 | GP van Oostenrijk  | Vösendorf           | 350 cc | AJS                       |                   |
| 1928 | GP van Zwitserland | Genève              | 350 cc | Motosacoche               | Europees kampioen |
| 1928 | GP van Zwitserland | Genève              | 500 cc | Motosacoche               | Europees kampioen |
| 1929 | TT van Assen       | Circuit van Drenthe | 250 cc | Motosacoche               |                   |
| 1929 | GP van België      | Spa-Francorchamps   | 350 cc | Motosacoche               |                   |
| 1929 | GP van Duitsland   | Nürburgring         | 350 cc | Motosacoche               |                   |
| 1932 | North West 200     | Triangle            | 350 cc | Rudge                     |                   |
| 1933 | GP van België      | Spa-Francorchamps   | 250 cc | Moto Guzzi Monoalbero 250 |                   |
| 1933 | Ulster Grand Prix  | Clady               | 350 cc | Velocette KTT Mk IV       |                   |
| 1933 | GP van Zwitserland | Bremgarten          | 250 cc | Moto Guzzi Monoalbero 250 |                   |
| 1934 | GP van België      | Spa-Francorchamps   | 500 cc | Norton CS1                |                   |
| 1935 | Ulster Grand Prix  | Clady               | 350 cc | Velocette KTT Mk V        | Europees kampioen |